# Szároszciklus
A szároszciklus egy csillagászati fogalom, amivel ki lehet számolni egy napfogyatkozás vagy holdfogyatkozás következő időpontját.
Hossza hozzávetőlegesen 6585,3211 nap (18 év 11 nap, 8 óra).
Egy szároszciklussal a fogyatkozás után a Nap, a Föld Hold körülbelül azonos relatív helyzetbe áll vissza, egy majdnem egyenes vonalban
Mivel egy szároszciklus 1/3 nappal hosszabb, mint 18 év és 11 nap, ezért amikor a következő fogyatkozás megtörténik, a Föld a tengelye körül +1/3 fordulatot megtesz kelet felé, így a fogyatkozás 1/3 fordulattal (azaz 120°-kal) nyugatra lesz megfigyelhető. Ez egyúttal azt is jelenti, hogy három szároszciklus után (54 év, 1 hónap) a fogyatkozás a Földnek nagyjából ugyanazon helyén, ugyanabban az időben lesz látható.
A fogyatkozások egymásutánját, amiket egy szároszciklusnyi időtartam választ el, szárosz-sorozatnak nevezzük.

## Történelem
A legkorábbi történelmi feljegyzés, ami szároszciklusra vonatkozik, káldeus (újbabiloni) csillagászoktól származik, néhány évszázaddal az időszámításunk előtti időszakból. Később ismert volt  Hipparkhosz, idősebb Plinius és Ptolemaiosz számára is.
Ékírás szakértők állítása szerint a babiloni csillagászok előre ki tudták számítani a napfogyatkozások és holdfogyatkozások időpontját már az i. e. 4. században. A BM 36761 és 36390 jelzésű ékírásos táblák egy napfogyatkozás előrejelzéséről írnak, ami i. e. 331. október 6-án fog bekövetkezni. A fordítók megjegyzik, hogy a napfogyatkozás valóban megtörtént, és látható volt a mai Grönland és Észak-Amerika területéről, de Babilóniából nem.
Az egyik leghíresebb előrejelzést Thalész ókori görög természetfilozófus adta, aki a szároszciklusra vonatkozó ismereteket valószínűleg a babiloni csillagászok feljegyzéseiből szerezhette. Igazából nem lehet pontosan tudni, hogy melyik napfogyatkozásról van szó, de néhány kutató úgy véli, hogy ez i. e. 585. május 28.-án történt. Aznap ugyanis Lüdia és a médek egymással csatáztak. A Halüsz folyónál csapott össze a két sereg, azonban az ütközetnek véget vetett egy délutáni napfogyatkozás. A rejtélyes sötétségtől megrémülve a harcoló felek kibékültek.
A szároszciklus megnevezést a napfogyatkozások ciklusára Edmond Halley angol csillagász alkalmazta 1691-ben, aki egy 11. századi, bizánci Szuda-lexikonból vette át. Maga a szárosz szó görög, de eredete és jelentése bizonytalan.
Tony Freeth,  a Scientific American magazin egyik cikkírója szerint a szároszciklus mechanikai kiszámítása bele van építve az antiküthérai szerkezetbe.

## Leírása

Azok a holdfogyatkozások, amik a Hold (színes korongokkal jelölve) felszálló csomópontjához közel következnek be, páratlan szárosz sorszámot kapnak. Az első fogyatkozás egy ilyen sorozatban a Föld árnyékának déli szélén halad át. A Hold útja később fokozatosan észak felé tolódik el

A szároszciklus 6585,3211 nap (14 közönséges év + 4 szökőév + 11,321 nap, vagy 13 közönséges év + 5 szökőév + 10,321 nap), amikor közel azonos fogyatkozás következik be. Három periódus, ami a Hold pályájához kapcsolódik, a szinodikus hónap, a drakonikus hónap  és az anomalisztikus hónap, szinte tökéletesen összecseng a szároszciklussal. Egy fogyatkozás akkor fordul elő, amikor vagy a Hold van a Föld és a Nap között (napfogyatkozás), vagy a Föld van a Nap és a Hold között (holdfogyatkozás). Ez csak akkor történhet meg, amikor a Hold újhold vagy telehold fázisban van (a fenti felsorolás szerint). Ezek ismételt előfordulása Föld és Hold keringésének  eredménye, amelyek következménye, hogy a Hold szinodikus periódusa 29,53059 nap. A legtöbb holdtölte vagy újhold idején azonban a Föld vagy a Hold  árnyéka  a másik objektumhoz képest északi vagy déli irányba esik. Fogyatkozás akkor fordulhat elő, ha a három égitest majdnem egyenes vonalban van. Mivel a Hold pályája a Föld pályasíkjával szöget zár be, ez a feltétel csak akkor következik be, amikor az újhold vagy telehold az ekliptikai sík közelében következik be, azaz, amikor a Hold a két csomópont egyikében van (a felszálló vagy leszálló csomópontban). Azt az időt, ami két egymást követő Hold-áthaladás az ekliptika síkján közben lezajlik (vagyis a Hold visszatér ugyanahhoz a csomóponthoz), drakonikus hónapnak nevezik, ami 27,21222 nap hosszú.

Szároszciklus ábrázolása 3D-ben

Egy szároszciklus után a Hold nagyjából egész számú szinodikus, drakonikus és anomalisztikus időszakot fejez be (223, 242, 239), és a Föld-Nap-Hold geometria közel azonos lesz: a Hold azonos fázisban, ugyanabban a csomópontban és ugyanolyan távolságra lesz a Földtől. Ezen felül, mivel a szároszciklus közel 18 év hosszú (11 nappal hosszabb), a Föld közel azonos távolságra lesz a Naptól, és  ugyanolyan pozícióban áll a Naphoz képest (tehát az évszak is azonos lesz). Egy adott fogyatkozás dátumához képest egy szároszciklussal később közel azonos fogyatkozás megy végbe. Ez alatt a 18 év alatt körülbelül 40 további nap- vagy holdfogyatkozás történik, de kissé más geometriával.
A szároszciklus nem egész számú napból áll, annál 1⁄3 nappal hosszabb. Így az egymást követő fogyatkozások egy szároszciklus sorozatban mintegy 8 órával később következnek be a nap során. A napfogyatkozás esetén ez azt jelenti, hogy a Földön a láthatósági terület nyugatra  tolódik mintegy 120°-kal, azaz a két egymás utáni napfogyatkozás nem lesz látható ugyanazon a helyen a Földön. A holdfogyatkozás esetén a fogyatkozás a Földön mindenhol látható lesz (feltéve, hogy a Hold a horizont fölött van). Három egymás utáni szároszciklussal a  fogyatkozás helyi ideje közel azonos lesz. A három szároszciklus (19.755,96 nap) úgy is ismert, mint tripla szárosz, görögül: exeligmos.

## Szárosz sorozat

A Hold leszálló csomópontja közelében lévő napfogyatkozások páratlan számot kapnak a szároszciklusban. Az első fogyatkozás minden sorozatban a Föld déli részén indul, és a fogyatkozás útja észak felé tolódik az egymást követő szároszciklusokban

Minden szároszciklus sorozat egy részleges fogyatkozással kezdődik (a Nap a csomópont végén lép be), és az egymást követő szároszciklusban a Hold útja észak felé (ha a leszálló csomópont közelében van) vagy dél felé tolódik (ha a felszálló csomópont közelében van), ami azért van, mert a szároszciklus nem egész számú drakonikus hónapból áll (kb. egy órával rövidebb). Valamikor a fogyatkozás már nem lehetséges, és a sorozat véget ér (a Nap elhagyja a csomópont elejét). Egy önkényesen megválasztott Nap-szároszciklus sorozat az 1-es sorszámot kapta a fogyatkozások statisztikáit összeállítók által. Ez a sorozat befejeződött i. e. 1990. november 16-án (Julián naptár), és a  Nap-szároszciklus sorozat 1-es sorszámát kapta. Különböző szároszciklus sorozatot tartanak nyilván a Nap és a Hold esetén. A Hold-szároszciklus sorozata, ami 58,5 szinodikus hónappal korábban fordult elő (i. e. 1994. február 23.) az 1-es sorszámot kapta.  1226  és 1550 év telik el, amíg a szároszciklus sorozat tagjai végigmennek a Föld felszínén észak-déli irányban (vagy fordítva). 69-87 fogyatkozás történik minden sorozatban (a legtöbb sorozatban 71-72 fogyatkozás van). 39-59 (többnyire 43) fogyatkozás egy adott sorozatban centrális lesz (teljes, gyűrűs, vagy hibrid gyűrűs-teljes). Bármely adott időpontban mintegy 40 különböző szároszciklus sorozat zajlik.
A szároszciklus sorozat, mint említettük,  a fogyatkozás típusa szerint van számlálva (hold- vagy napfogyatkozás). A páratlan sorszámúakban a Nap a felszálló csomópont közelében van, míg a páros sorszámúakban közel van a leszálló csomóponthoz.

## Fordítás
Ez a szócikk részben vagy egészben  a   Saros (astronomy) című angol Wikipédia-szócikk fordításán alapul.  Az eredeti cikk szerkesztőit annak laptörténete sorolja fel. Ez a jelzés csupán a megfogalmazás eredetét és a szerzői jogokat jelzi, nem szolgál a cikkben szereplő információk forrásmegjelöléseként.

## Külső hivatkozások
- Lista az összes aktív szároszciklusról
- NASA: fogyatkozások és a szároszciklus
- Nap- és holdfogyatkozás - Xabier Jubier Interaktív fogyatkozás keresés
- Fogyatkozás keresés
- Eclipses, Cosmic Clockwork of the Ancients
- Philip’s Astronomy Encyclopedia, Philip's, 2002, ISBN 0-540-07863-8